# HOXD1
HOXD1 (англ. Homeobox D1) – білок, який кодується однойменним геном, розташованим у людей на короткому плечі 2-ї хромосоми.  Довжина поліпептидного ланцюга білка становить 328 амінокислот, а молекулярна маса — 34 093.
| 10         |  | 20         |  | 30         |  | 40         |  | 50         |
| ---------- |  | ---------- |  | ---------- |  | ---------- |  | ---------- |
| MSSYLEYVSC |  | SSSGGVGGDV |  | LSLAPKFCRS |  | DARPVALQPA |  | FPLGNGDGAF |
| VSCLPLAAAR |  | PSPSPPAAPA |  | RPSVPPPAAP |  | QYAQCTLEGA |  | YEPGAAPAAA |
| AGGADYGFLG |  | SGPAYDFPGV |  | LGRAADDGGS |  | HVHYATSAVF |  | SGGGSFLLSG |
| QVDYAAFGEP |  | GPFPACLKAS |  | ADGHPGAFQT |  | ASPAPGTYPK |  | SVSPASGLPA |
| AFSTFEWMKV |  | KRNASKKGKL |  | AEYGAASPSS |  | AIRTNFSTKQ |  | LTELEKEFHF |
| NKYLTRARRI |  | EIANCLHLND |  | TQVKIWFQNR |  | RMKQKKRERE |  | GLLATAIPVA |
| PLQLPLSGTT |  | PTKFIKNPGS |  | PSQSQEPS   |  |            |  |            |

A: Аланін

C: Цистеїн

D: Аспарагінова кислота

E: Глутамінова кислота

F: Фенілаланін

G: Гліцин

H: Гістидин

I: Ізолейцин

K: Лізин

L: Лейцин

M: Метіонін

N: Аспарагін

P: Пролін

Q: Глутамін

R: Аргінін

S: Серин

T: Треонін

V: Валін

W: Триптофан

Кодований геном білок за функцією належить до білків розвитку. 
Задіяний у таких біологічних процесах як транскрипція, регуляція транскрипції, поліморфізм. 
Білок має сайт для зв'язування з ДНК. 
Локалізований у ядрі.